# Zgornji Gabernik
Zgornji Gabernik je naselje u slovenskoj Općini Rogaškoj Slatini. Zgornji Gabrenik se nalazi u pokrajini Štajerskoj i statističkoj regiji Savinjskoj. 

## Promjena imena
U godini 2002 promijenilo se ime naselja iz »Zgornji Gabrnik« u »Zgornji Gabernik«.

## Stanovništvo
Prema popisu stanovništva iz 2002. godine naselje je imalo 134 stanovnika.